# 桜川 (大阪市)
桜川（さくらがわ）は、大阪府大阪市浪速区の町名。現行行政地名は桜川一丁目から桜川四丁目。

## 地理
浪速区の北西部に位置し、東に湊町、西に木津川、南に稲荷と立葉、南西に久保吉、北に幸町と接している。

## 歴史
もとは西成郡難波村の一部。1897年（明治30年）に大阪市へ編入され南区に所属。1900年（明治33年）に難波桜川1 - 4丁目となった。町名は幸町との町界を流れていた桜川（現在は埋立。千日前通）に由来する。1925年（大正14年）に新設された浪速区へ転属となり、同時に「難波」の冠称を廃した。1967年（昭和42年）に反物町を編入して1 - 5丁目に改編。1980年（昭和55年）に西円手町の大半および稲荷町・立葉町の各一部を編入して1 - 4丁目に改編され、現在に至る。

## 世帯数と人口
2019年（平成31年）3月31日現在の世帯数と人口は以下の通りである。
| 丁目       | 世帯数    | 人口    |
| ---------- | --------- | ------- |
| 桜川一丁目 | 780世帯   | 1,047人 |
| 桜川二丁目 | 2,244世帯 | 3,137人 |
| 桜川三丁目 | 705世帯   | 1,049人 |
| 桜川四丁目 | 1,353世帯 | 1,922人 |
| 計         | 5,082世帯 | 7,155人 |

### 人口の変遷
国勢調査による人口の推移。
| 1995年（平成7年）  | 4,401人 | [ 5 ] |  |
| 2000年（平成12年） | 4,540人 | [ 6 ] |  |
| 2005年（平成17年） | 5,481人 | [ 7 ] |  |
| 2010年（平成22年） | 6,178人 | [ 8 ] |  |
| 2015年（平成27年） | 7,200人 | [ 9 ] |  |

### 世帯数の変遷
国勢調査による世帯数の推移。
| 1995年（平成7年）  | 2,257世帯 | [ 5 ] |  |
| 2000年（平成12年） | 2,598世帯 | [ 6 ] |  |
| 2005年（平成17年） | 3,580世帯 | [ 7 ] |  |
| 2010年（平成22年） | 4,340世帯 | [ 8 ] |  |
| 2015年（平成27年） | 4,902世帯 | [ 9 ] |  |

## 事業所
2016年（平成28年）現在の経済センサス調査による事業所数と従業員数は以下の通りである。
| 丁目       | 事業所数  | 従業員数 |
| ---------- | --------- | -------- |
| 桜川一丁目 | 54事業所  | 1,138人  |
| 桜川二丁目 | 125事業所 | 1,082人  |
| 桜川三丁目 | 73事業所  | 735人    |
| 桜川四丁目 | 114事業所 | 1,509人  |
| 計         | 366事業所 | 4,464人  |

## 交通

### 鉄道
- 桜川駅
Osaka Metro千日前線
阪神なんば線

- 汐見橋駅
南海電気鉄道 高野線（汐見橋線）

### 道路
- 大阪府道29号大阪臨海線
- 大阪府道41号大阪伊丹線
- 千日前通

## 施設
- 浪速警察署 桜川交番
- 大阪市立立葉幼稚園
- 浪速桜川郵便局
- ジャパン 桜川店
- オートバックス なにわ店

## その他

### 日本郵便
- 〒556-0022[3]（集配局：浪速郵便局[11]）